# Le Tragédien malgré lui
Le Tragédien malgré lui est une farce en un acte d'Anton Tchekhov parue en 1889. Le thème est très proche de Ceux qui sont de trop, nouvelle de l’auteur écrite en 1886.

## Argument
Tolkatchov arrive chez son ami Mourachkine, il s’affale dans le sofa visiblement épuisé et demande à Mourachkine de lui prêter son revolver.
Devant son refus, il lui explique la vie misérable qu’il mène. Il travaille de dix heures à seize sur des tâches monotones avec des collègues endormis ou qui cuvent leur vin, alors qu’il serait en droit de rentrer chez lui, de dîner et d’aller se coucher tranquillement, il est chargé d’une foule de courses par tous les parasites qui habitent chez lui, des voisins et des amis, puis c’est le train chargé de toutes ces courses, les bagarres avec les passagers, l’arrivée chez soi, la femme qui veut sortir, la nuit les moustiques qui lui sucent le sang.
Bref c’est une vie cauchemardesque qui se traduit pour lui par des crises de folie où il a soif de sang. Quand son ami lui demande pour lui rendre service de prendre avec lui une machine à coudre pour une amie, il le poursuit en criant « il me faut du sang ! ».

## Personnages
- Ivan Ivanovitch Tolkatchov, père de famille
- Alexeï Alexéïevitch Mourachkine, un ami